# 朝地町
朝地町（あさじまち）は、かつて大分県南西部の大野郡西北部にあった町である。2005年（平成17年）3月31日に大野郡の6町村と合併して豊後大野市となった。

## 歴史
- 1954年（昭和29年）12月 - 上井田村と西大野村が新設合併し、朝地村となる。
- 1955年（昭和30年）1月 - 町制が施行され、朝地町となる。
- 1956年（昭和31年）2月 - 大字神堤、志賀の一部を分離。
- 2005年（平成17年）3月31日 - 三重町・清川村・緒方町・大野町・千歳村・犬飼町と新設合併し、豊後大野市が発足。同日朝地町廃止。

## 名所・旧跡・祭事
- 普光寺磨崖仏
- 用作公園（ゆうじゃくこうえん）

## 一村一品
- 豊後朝地牛
- 乾しいたけ
- ピーマン

## 交通
最寄り空港は大分空港。

### 鉄道
- 九州旅客鉄道（JR九州）
  - 豊肥本線：朝地駅

### 道路

#### 一般国道
- 国道57号
  - 道の駅あさじ
- 国道442号

#### 県道
主要地方道
- 大分県道46号緒方朝地線

一般県道
- 大分県道209号朝地直入線
- 大分県道210号緒方大野線
- 大分県道412号久住高原野津原線
- 大分県道518号朝地停車場線
- 大分県道657号池田大原線

## 主な出身者

### 学者
- 後藤宏行（哲学者）
- 甲斐克則（法学者）

### 芸術
美術
- 朝倉文夫（彫刻家）
- 阿南維也（陶芸家）
- 渡辺恭英（画家）

### その他
- 森実利（株式会社スポーツゲイン取締役ナイキジャパンランニングアドバイザー）
- 森裕作（タレント）
- 宗岡達朗（ビジネス）